# دونالد كلارك (صحفي)
دونالد كلارك (بالإنجليزية: Donald Clarke)‏ هو صحفي أمريكي، ولد في 1940 في كينوشا في الولايات المتحدة.